# Donegal (tkanina)
Donegal je bil prvotno ročno tkan tvid iz grofije Donegal na Irskem. Od 20. stoletja dalje pa je to ime za grobe irske volnene tkanine z barvasto vozličasto prejo v osnovi in votkom v temnih barvah. 